# Fekete Sámuel
Nagykedei Fekete Sámuel (1804 körül – Kolozsvár, 1870. szeptember 26.) udvari tanácsos, numizmatikus.
Magyar királyi udvari tanácsos, a Magyar Történelmi Társulat alapító tagja volt. Feleségével, Kendi Kandiával együtt 1861-ben megalapozta a marosvásárhelyi református kollégium éremgyűjteményét, majd 1868-ban újabb adománnyal gyarapította. 1867-ben Szovátán templomhelyet ajándékozott az egyháznak. 406 darabot számláló éremgyűjteményét végrendeletében egykori iskolájának, a székelyudvarhelyi református kollégiumnak hagyományozta, ez utóbb a Haáz Rezső Múzeumba került.
Régi római és görög pénzek s érmek. Magyarország királyainak és Erdély fejedelmeinek pénzei (Kolozsvár, 1868) című művében felvetette egy székely múzeum alapításának gondolatát is.
Kiadta Simon Elekkel együtt Benkő Károly, Marosszék ismertetése. Kolozsvár, 1868–69. c. munkáját.